# Sehithwa
Sehithwa é uma vila localizada no Distrito do Noroeste em Botswana. Possuía, em 2011, uma população estimada de 2 748 habitantes.